# National Labor Relations Board
La National Labour Relations Board (NLRB) è un'agenzia governativa indipendente del governo federale degli Stati Uniti d'America, con la responsabilità di far rispettare il diritto del lavoro statunitense in relazione alla contrattazione collettiva e la concorrenza sleale. Ai sensi del National Labour Relations Act del 1935, essa controlla le elezioni per la rappresentanza sindacale. L'NLRB è presieduto da un consiglio di cinque persone e da un General Counsel, tutti nominati dal Presidente degli Stati Uniti d'America con l'approvazione del Senato. I membri del consiglio sono nominati per un mandato di cinque anni e il General Counsel è nominato per un mandato di quattro anni. Il General Counsel funge da procuratore e il Board funge da organo semi-giudiziario di appello contro le decisioni dei giudici di diritto amministrativo.